# ویلیک
ویلیک (به لاتین: Vılık، پیشتر یوخاری ولیک Yuxarı Velik) یک منطقه مسکونی در جمهوری آذربایجان است که در شهرستان لریک واقع شده‌است. ویلیک ۲۹۹ نفر جمعیت دارد.